# Louis Hackethal
Louis Hackethal (* 30. Januar 1837 in Duderstadt; † 8. April 1911 in Hannover) war als Erfinder des Hackethaldrahts an der Entwicklung des deutschen Telegraphen- und Fernsprechwesens beteiligt.

## Leben

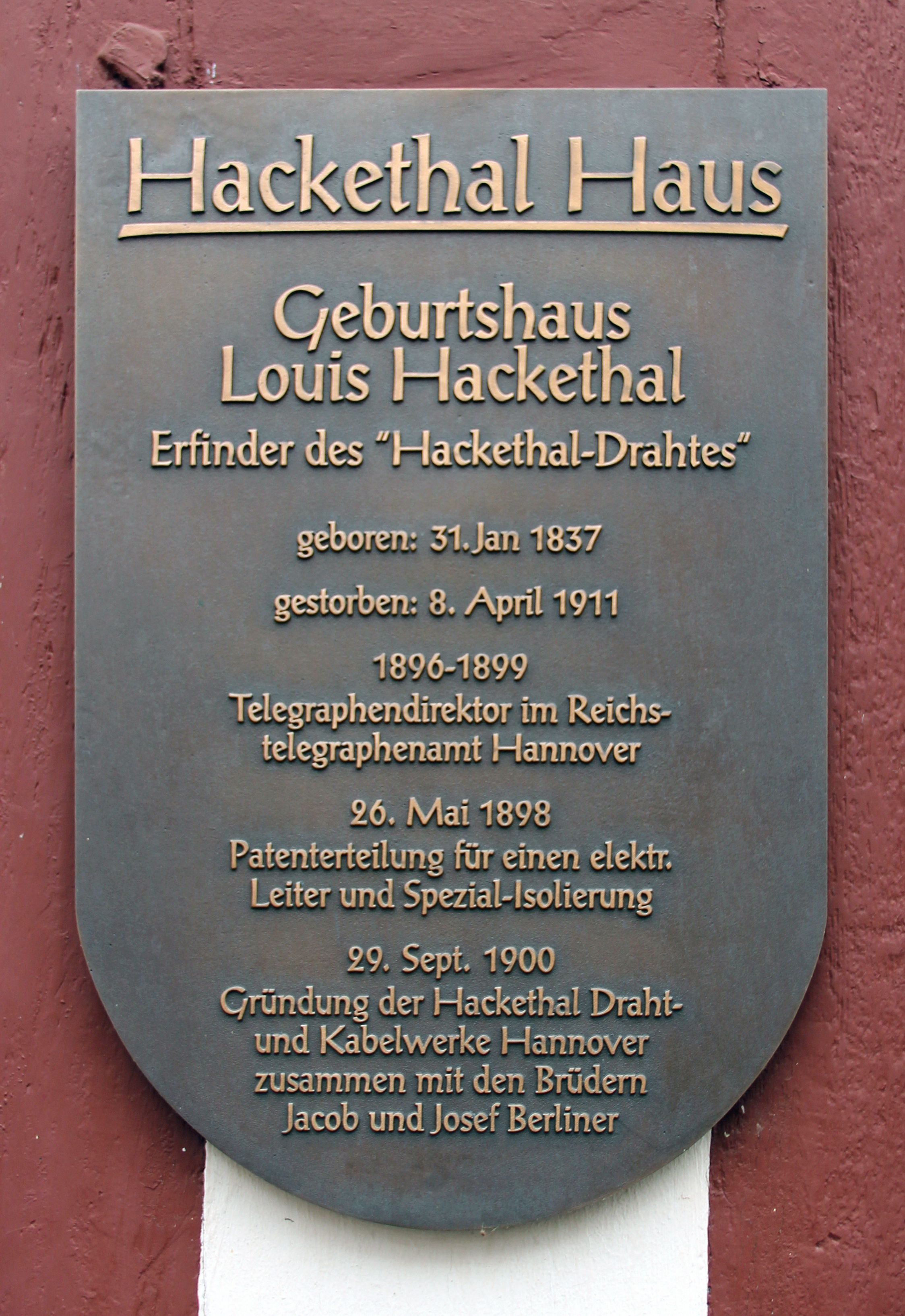
Gedenktafel am Haus, Scharrenstraße 20, in Duderstadt

Louis Hackethal wurde als zweiter Sohn von Carl und Christiane Hackethal geboren. Nach seinem Abitur 1855 trat er in Hannover in die „Königliche Post- und Telegraphenverwaltung“ ein. Von 1875 bis 1899 war er Telegraphendirektor und Vorsteher der Fernsprechämter Hannover sowie Bremen.

## Patente
Als Telegraphendirektor und im Ruhestand war er auf der Suche nach einem guten und wetterfesten Isoliermaterial für Telefonleitungen. An Gasleitungen hatte man schon oft beobachtet, dass diese mitunter als elektrische Leiter schlecht taugen – insbesondere wenn man sie für Blitzableiter zweckentfremden wollte. 1894 bemerkte er, dass ein mit Mennige gestrichener Eisenträger, der 18 Jahre im Freien gelegen hatte, vom Erdreich vollständig elektrisch isoliert war. Er erkannte, dass Mennige in bestimmter Zusammensetzung und unter bestimmten Verhältnissen eine außergewöhnlich gute Isolation und Wetterbeständigkeit bewirkt. Während Jacob Berliner, kaufmännischer Leiter der hannoverschen „Berliner Telephonfabrik“, bereits 1898 die industrielle Herstellung von Hackethals Leitungsdrähten und Kabeln vorbereitete, ließ sich Louis Hackethal im Jahre 1900 zwei Erfindungen patentieren:
- Isolationsmaterial für elektrische Apparate und Leitungsdrähte
- Verfahren zur Aufhebung der Beeinflussung elektrischer oberirdischer Leitungen für Fernsprechzwecke. Er brachte Hin- und Rückleitung auf einen sehr geringen Raum dadurch zusammen, dass er sie an ein und denselben Isolator legte und verdrillte sie dadurch, dass er von Isolator zu Isolator die Befestigungsstellen wechselte. An den Kreuzungsstellen wurden beide Leitungen zusammengebunden und erhielten dadurch eine feste gegenseitige Lage. Das war natürlich nur mit einer guten Isolation möglich. Dadurch war ein Telefonieren ohne Nebengeräusche möglich.

Noch kurz vor seinem Tod patentierte Hackethal 1910 einen Isolator mit seitlichen Ansätzen zur Aufnahme von Doppelleitungen.

## Hackethal-Draht-Gesellschaft
1900 gründeten die Brüder Emil, Jacob und Joseph Berliner die Hackethal-Draht-Gesellschaft mbH in Hannover. Die Produktion des Hackethal-Drahts wurde anfangs als Auftragsarbeit vergeben und von der J. Berliner Telefonfabrik an der Kniestraße vertrieben. Dort fabrizierten die Brüder zugleich die ersten Schallplatten für die Deutsche Grammophon und die britische Gramophone Company. Erst 1903 begann die eigene Draht-Produktion an der Nicolaistraße, um mit qualitativen Verbesserungen die Nachfrage zu bedienen.
1906 erfolgte der Aufbau eines die gesamte Marktbreite abdeckenden Draht- und Kabelwerks in der Gemeinde Brink an der Stader Chaussee (heute Vahrenwalder Straße). Das Werksgelände befand sich in Wiesenau und gehörte ab 1938 zur Gemeinde Langenhagen, ab 1974 als Stadtteil Brink-Hafen zu Hannover. Louis Hackethal wurde Mitgesellschafter zur finanziellen Absicherung und Weiterentwicklung seiner Erfindungen.

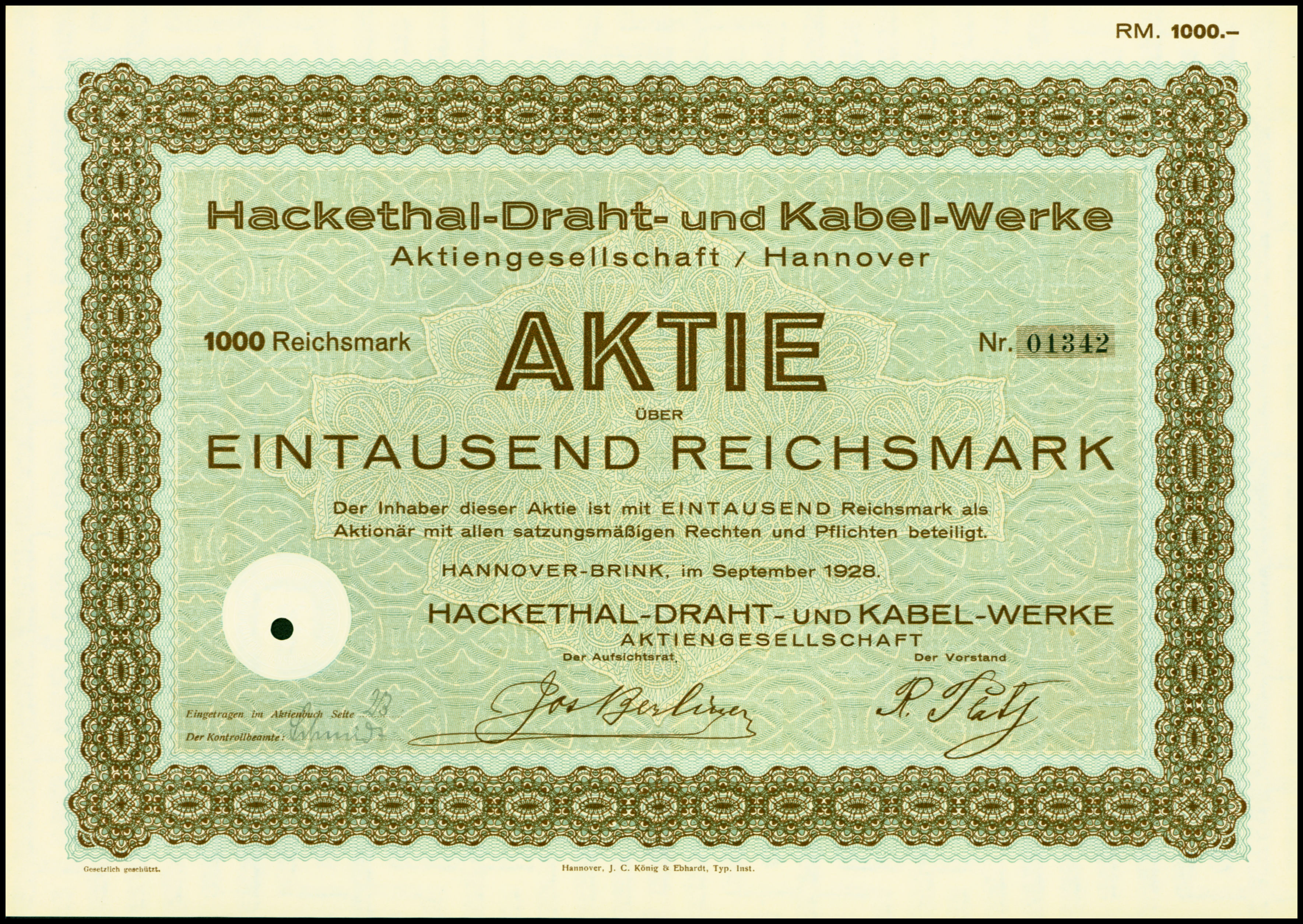
Aktie über 1000 RM der Hackethal-Draht- & Kabel-Werke AG vom September 1928

Unter Übernahme dieser Gesellschaft wurde daraus am 21. Oktober 1907 (mit Wirkung ab 1. Januar 1907) die Hackethal-Draht- & Kabel-Werke AG gegründet. Ihre Aufgabe war die „Herstellung von allen Arten blanker und isolierter Leitungsdrähte für Zwecke der Elektrotechnik sowie von Schwach- und Starkstromkabeln nebst Garnituren, nahtlos gezogenen Rohren, hohlen und massiven Stangen usw. aus Kupfer, Messing und Aluminium“. Unter dem alleinigen Vorstand Richard Platz stieg das Unternehmen innerhalb von drei Jahrzehnten zu einem der bedeutendsten Kabel- und Metallwerke Europas auf.
1912 trat das Unternehmen der Vereinigung der Deutschen Starkstromkabel-Fabrikanten bei sowie der Brinker Hafengesellschaft. Die Kontakte zur Gutehoffnungshütte ab 1922 führten bis 1936 zu deren Beteiligungen von mehr als 50 %. Erst gegen Ende des Zweiten Weltkriegs wurde das Unternehmen in die Rüstungsproduktion eingegliedert, bei den Luftangriffen auf Hannover wurden die Produktionsanlagen zu mehr als 70 % zerstört.
Der Wiederbeginn 1945 erlaubte zunächst nur die Produktion von Aluminium-Kochtöpfen. 1946 wurde das Unternehmen von der Demontageliste gestrichen. Nachdem 1950 der Wiederaufbau abgeschlossen war, begann man mit der Entwicklung des Wellmantels für Produkte mit flexibler Ummantelung. Sie wurden neben dem Hackethal-Draht zum Markenzeichen des Unternehmens. Ebenso bekannt wurden die ab den 1970er bzw. 1980er Jahren produzierten Hochfrequenzkabel und Richtfunkanlagen.
1966 fusionierten die Gutehoffnungshütte-Tochtergesellschaften Osnabrücker Kupfer- und Drahtwerke AG und Hackethal AG zur kabelmetal. Diese Firma wurde abgeleitet aus der auf 10 Buchstaben begrenzten Telegrafenadresse „kabelmetal“. Aus deren Kabel- und Leitungsaktivitäten in Hannover wurde nach einigen Jahren die kabelmetal electro GmbH verselbständigt, die 1982 mehrheitlich von der französischen CDL Les Cables de Lyon übernommen wurde. Bis um 1990 wurde die kabelmetal electro AG zu einem führenden Unternehmen in der Energie- und Nachrichtentechnik. Sie verfügte über sieben inländische Werke und Beteiligungen an zahlreichen in- und ausländischen Unternehmen.
Nach dem Zusammenschluss mit der Kabelrheydt AG erfolgte 1992 unter dem Dach der Alcatel Deutschland GmbH die Gründung der Alcatel Kabel-Beteiligungs-AG, deren Produktpalette von Kabeln über Mobilfunkantennen bis zur Autoelektronik reichte. Unterschiedliche Gründe für wirtschaftliche Schwierigkeiten ab Mitte der 1990er Jahre führten zu Konzentrationen und Entlassungen. Daraus ging Anfang des 21. Jahrhunderts die Alcatel-Tochter RFS – Radio Frequency Systems hervor, die mit ihren Hochfrequenzkabeln zum Marktführer in Europa wurde und in Hannover ihre Deutschland-Zentrale hat, während die Energiekabelsparte in eine eigene Gesellschaft Nexans überging.

### Keymile/DZS – Dasan Zhone Solutions
2002 übernahm die Datentechnik AG die Ascom Transmissions AG von der Ascom Holding und gründete die Keymile GmbH, die im Jahr darauf die Ke Kommunikations-Elektronik GmbH, eine Nachfolgegesellschaft der Hackethal Draht GmbH, übernahm. Die Datentechnik GmbH wurde danach wieder verkauft und zwei Gesellschaften aus dem Netzwerkbereich erworben. 2017 fokussierte sich Keymile auf Breitbandnetzwerke und wurde Anfang 2019 von dem amerikanisch-koreanischen Netzausrüster DASAN Zhone Solutions aus Oakland, Ca., übernommen, der damit in Hannover seine Europa-Zentrale etablierte. Keymile erzielte 2017 einen Umsatz von 65,7 Millionen Euro und 2018 nach dem Verkauf der Sparte Mission-Critical-Kommunikationsnetze an ABB 42,9 Millionen Euro.

## Veröffentlichungen
- Verlegen von Telegraphen- und Fernsprechleitungen; in: Dinglers polytechnisches Journal; Ausgabe 316, 1901